# Беннетт, Брюс
Брюс Беннетт (англ. Bruce Bennett), имя при рождении Харольд Херман Брикс (англ. Harold Herman Brix; 19 мая 1906 года — 24 февраля 2007 года) — американский спортсмен и киноактёр, более всего известный по фильмам 1930-50-х годов.
Начав карьеру как спортсмен, Херман Брикс завоевал серебряную медаль в толкании ядра на Олимпийских играх 1928 года, после чего ушёл в кинематограф, где, исполнил роль Тарзана в киносериале «Новые приключения Тарзана» (1935). Сменив имя на Брюс Беннетт, он снялся более чем в 100 фильмах, среди которых комедия «Чем больше, тем веселее» (1943), военная драма «Сахара» (1943), мелодрама «Украденная жизнь» (1946), вестерн «Серебряная река» (1948), а также фильмы нуар «Милдред Пирс» (1945), «Чёрная полоса» (1947), «Нора Прентисс» (1947), «Сокровища Сьерра-Мадре» (1948), «Загадочная улица» (1950) и «Внезапный страх» (1952).

## Ранние годы жизни и спортивная карьера
Харольд Херман Брикс родился 19 мая 1906 года в Такоме, штат Вашингтон, четвёртым из пятерых детей. Его отец был владельцем нескольких лесозаготовительных участков, и «с ранних лет молодой Херман укреплял здоровье, таская брёвна». Во время учёбы в школе он стал активно заниматься спортом, и одновременно начал играть в мюзиклах. Позднее он рассказывал, что «всегда была борьба между музыкальным режиссёром и спортивными тренерами за то, кто будет заниматься со мной после школы».

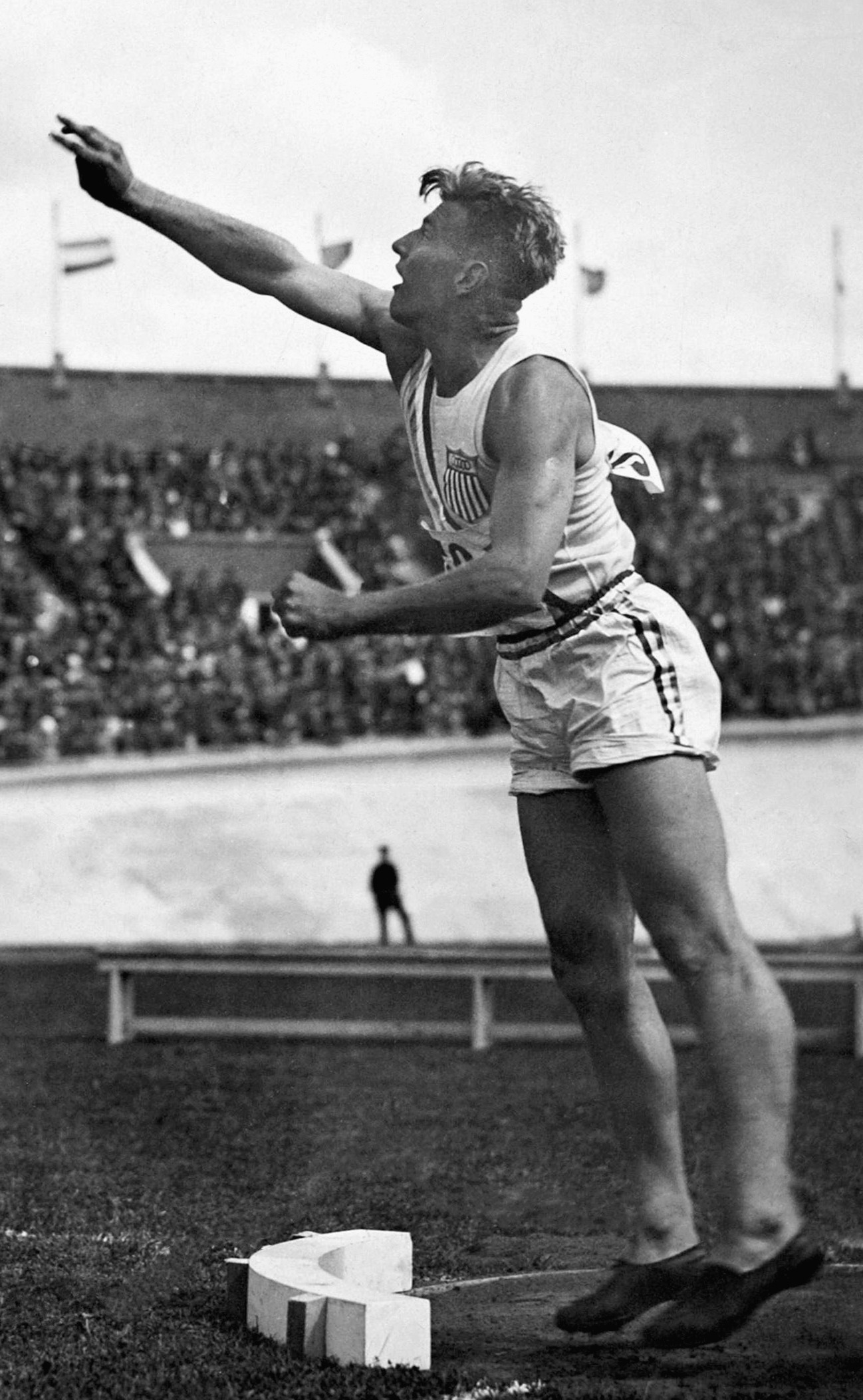
Херман Брикс на Олимпийских играх 1928 года в Амстердаме

Окончив школу в Такоме, Брикс поступил в Вашингтонский университет в Сиэтле, где изучал экономику. В студенческие годы Брикс зарекомендовал себя как спортсмен высшего уровня. Он входил в команды по хоккею, лёгкой атлетике, гольфу и плаванию. В 1926 году в составе университетской команды он дошёл до финала студенческого чемпионата страны по американскому футболу. Брикс был чемпионом страны по толканию ядра и метанию копья, а в 1928 году завоевал серебряную медаль в соревнованиях по толканию ядра на Олимпийских играх в Амстердаме. В первой попытке он даже установил олимпийский рекорд, однако в ходе соревнований партнёр Брикса по команде Джон Кук побил его результат, установив мировой рекорд, и завоевал золотую медаль, а Бриксу в итоге досталось серебро.

## Начало голливудской карьеры в 1930-е годы

### Карьера в 1931-34 годах
В 1929 году, получив в университете степень бакалавра, Брикс переехал в Лос-Анджелес, где начал тренироваться в составе городского спортивного клуба. Одновременно он начал подрабатывать каскадёром на киностудии, где подружился со знаменитым актёром немого кино Дугласом Фэйрбенксом-старшим, «который убедил рослого светловолосого атлета пройти кинопробы» на студии Paramount Pictures. В результате Брикс получил свою первую роль в ленте на футбольную тематику под названием «Тачдаун» (1931). Во время работы над этим фильмом на Брикса обратила внимание студия Metro-Goldwyn-Mayer, пригласив его на главную роль в приключенческом фильме «Тарзан, человек-обезьяна» (1932). Однако во время съёмок футбольной сцены Брикс сломал плечо, после чего пролежал в больнице четыре месяца. К моменту его выздоровления роль в «Тарзане» уже была отдана олимпийскому чемпиону по плаванию Джонни Вайсмюллеру, который в итоге сыграл роль Тарзана в шести фильмах MGM, а с 1942 года — ещё в семи фильмах уже на студии RKO. Эта травма также помешала Бриксу принять участие в отборочных соревнованиях к Олимпийским играм 1932 года, что фактически положило конец его спортивной карьере.
Несмотря на эти неудачи, Брикс не сломался, сыграв без упоминания в титрах несколько эпизодических ролей в нескольких спортивных фильмах, в частности, легкоатлета в комедии «Ноги на миллион долларов» (1932), борца в «Мэдисон-сквер-гарден» (1932) и университетского гребца Геркулеса в музыкальной комедии «Студенческая поездка» (1934). У него была также краткая роль в барной сцене в фильме «Быстрина» (1934), «коммерческом хите с участием фаворитки студии MGM Нормы Ширер».

### Съёмки в роли Тарзана в 1935 году

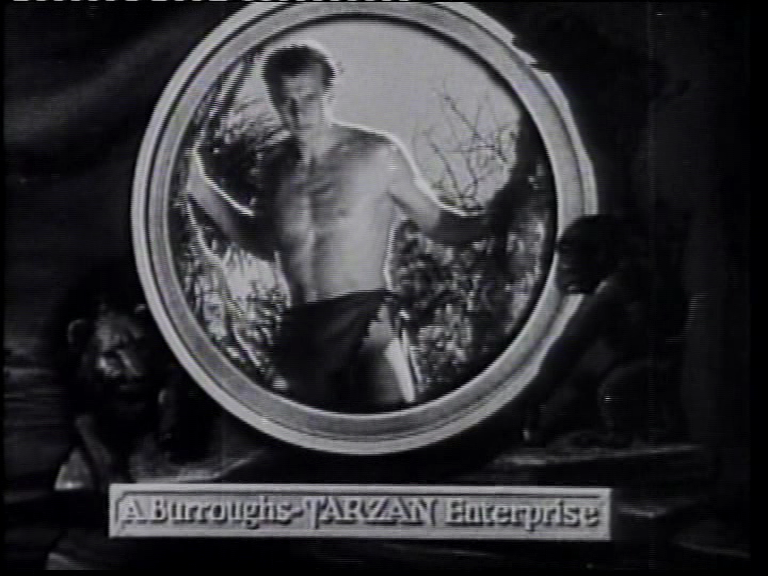
Херман Брикс. Кадр из фильма «Новые приключения Тарзана» (1935)

Писатель Эдгар Райс Берроуз, который создал образ Тарзана в 1912 году в романе «Тарзан, приёмыш обезьян» и к 1935 году написавший о своём герое уже 19 романов, по словам Дугласа Мартина из «Нью-Йорк Таймс», был не удовлетворён «неуважительно грубой трактовкой его персонажа в популярных фильмах MGM с Джонни Вайссмюллером», так как считал, что «ношение набедренной повязки было слабым оправданием дикости и брутальности героя, особенно с учётом того, что Тарзан в его романах был британским лордом, которого в детстве потеряли в джунглях». Как отметила Карен Хэннсберри, «Берроуз был разочарован экранным воплощением своего героя и намеревался добиться более точного показа человека-обезьяны в качестве образованного бывшего представителя благородного сословия, как каким он был в романе».
В этой связи Берроуз решил вступить в конкуренцию с фильмами студии MGM, создав собственную компанию Burroughs-Tarzan Enterprises для производства 265-минутного сериала из 12 фильмов о «человеке джунглей» под названием «Новые приключения Тарзана», лично выбрав Брикса на главную роль в своём фильме. Актёра сразу же направили в джунгли Гватемалы на съёмки фильма, который снимался на малом бюджете, что таило в себе немало опасностей. Как рассказывал Брикс в интервью Christian Science Monitor в 1999 году, у нас «был всего один снайпер на дереве, который отгонял от меня крокодилов». Брикс сам исполнял свои трюки, включая перелёты на реальных лианах. Однажды он должен был пригнуть с лианы в небольшой бассейн с водой, однако не рассчитал силы и пролетел дальше, чем нужно упав за бассейном. Как актёр говорил впоследствии, «с того падения у меня остались шрамы».
По мнению Мартина, «если не считать неотъемлемого джунглевого крика, Брикс наполнил роль Тарзана с тем благородством, которого не хватало шести его односложным предшественникам и девяти последователям». Как отметил Адам Бернстейн в The Washington Post, «наряду с Джонни Вайсмюллером, Бастером Краббе и Гленном Моррисом Брикс был одним из нескольких олимпийцев, которые стали звёздами в ролях Тарзана». Однако, по словам Бернстейна, «для многих фанатов Тарзана именно Брикс был одним из лучших из тех почти 20 актёров, которые сыграли этого раскачивающегося на лианах хозяина джунглей и наиболее верным идее Эдгара Райса Берроуза о молодом британском изысканном парне благородного происхождения, который был брошен выживать в дикой природе». В книге «Тарзан в кино» (1968) Гэйб Эссоу написал, что «изображение Бриксом было единственным случаем между немыми картинами и 1960-ми годами, когда Тарзан был представлен в фильмах точно в соответствии с литературным источником. Он был воспитанным, культурным, хорошо образованным английским лордом с тихим, мягким голосом, который говорил на нескольких языках, не хрюкал и не брюзжал». Деннис Маклеллан в «Лос-Анджелес Таймс» также отметил, что Брикс «создал на экране образ Тарзана, значительной больше совпадающий с книжным образом». Как писал внук писателя Берроуза, «Брикс был стройным и мускулистым, красноречивым и величественным. Он двигался с великолепным атлетическим изяществом, как и представлял его дед, … и играл роль идеально».
Однако, по словам Рональда Бергена из The Guardian, хотя «вплоть до 1960-х годов это был единственный звуковой фильм, который точно представлял героя», он страдал от низких производственных качеств, в частности, «содержал жалкие схватки с чучелами львов и безжизненную актёрскую игру». В результате, по словам Бергена, фильмы MGM с участием Вайсмюллера «перекрыли „Новым приключениям Тарзана“ прокат в большинстве кинотеатров». Киносериал был перемонтирован в два полнометражных фильма — «Новые приключения Тарзана» и «Тарзан и зелёная богиня», однако, как пишет Мартин, «ни один из них не приблизился к успеху фильмов MGM».

### Кинокарьера во второй половине 1930-х годов
По мнению Маклеллана, «столь заметная роль, как роль Тарзана, повредила дальнейшей актёрской карьере Брикса». В частности, его «пробы на Warner Bros. были отменены после того, как ассистент по набору актёров увидел фотографию Брикса в роли Тарзана в журнале „Лайф“, так как, по его мнению, публика будет видеть в нём только Тарзана и не будет воспринимать как актёра». В результате на протяжении нескольких последующих лет Брикс сыграл «несколько крупных ролей в серии посредственных фильмов независимых студий». Как отметил Хэл Эриксон, независимый продюсер Сэм Катцман «взял долговязого молодого атлета для съёмок в героических ролях низкобюджетных экшн-сериалов», в которых, по словам Бергена, «на деревянную актёрскую игру не обращалось внимания». В частности, Брикс сыграл главную роль борца с безумным учёным в исполнении Белы Лугоши в криминальном сериале «Тень Китайского квартала» (1936), кроме того, он появился в небольшой роли в фантастическом боевике «Блейк из Скотленд-Ярда» (1937) (оба сериала существуют также в версии полнометражных фильмов). Под руководством Катцмана Брикс также сыграл главные роли в «нескольких посредственных фильмах независимых студий», таких как спортивная мелодрама «Две минуты до конца матча» (1936), романтическая комедия «Шелка и сёдла» (1936), комедийный боевик «Мошенник-любитель» (1937), экшн-мелодрама «Небесный рэкет» (1937), боксёрский боевик «Летающие кулаки» (1937) и криминальная мелодрама «Рэкет на миллион долларов» (1937).
В 1938 году Брикс продолжил сниматься в дешёвых киносериалах, таких как вестерн «Одинокий рейнджер» (1938) и приключенческий фильм «Ястреб пустыни» (1938), где он был «белым дикарём», которого вырастили аборигены на неизвестном острове. Он также сыграл главные роли в двух 12-серийных фильмах студии Republic: в приключенческом боевике «Сражающиеся морпехи» (1938) он был одним из двух офицеров, которые ведут охоту на опасного международного преступника, а в многосерийном криминальном боевике «Сорвиголовы Красного круга» (1939) он был членом тройки акробатов в парке развлечений, которые берутся за нейтрализацию безумного преступника. По словам Бернстейна, во всех этих фильмах «ставка делалась на внешние данные Брикса». В 1938 году после выхода на экраны фильма «Тарзан и зелёная богиня» (1938) Брикс понял, что «к нему безнадёжно прилип этот образ», а после сериала «Сорвиголовы Красного круга» решил, что надо что-то делать, чтобы прекратить играть роли в боевиках. Как вспоминал актёр: «Я понимал, что имя Херман Брикс ассоциировалось с образом Тарзана, и тогда я выписал семь-восемь имён, и спросил у нескольких людей, какое из них им нравится больше. Таким образом я получил имя Брюс Беннетт». После этого он в течение года изучал актёрское мастерство в мастерской австрийского театрального режиссёра и продюсера Макса Рейнхардта.

## Кинокарьера в 1939-49 годах

### Работа на студии Columbia в 1939-44 годах
В конце 1939 года Брикс сменил имя на более благозвучное для публики Брюс Беннетт и подписал контракт с Columbia Pictures. Уже в 1940 году его можно было увидеть в 20 фильмах, однако большинство из них были короткометражками, а роли Беннета — небольшими и часто его имя даже не указывалось в титрах. К наиболее заметным картинам этого года относятся вестерн категории В «К западу от Обилин» (1940), и преимущественно женская по составу социальная криминальная драма «Девушки на дороге» (1940) с Энн Дворак в главной роли, где он сыграл наиболее заметную мужскую роль полицейского. В том же году Беннетт появился в «клишированной мелодраме» «Хозяйка кафе» (1940), действие которой происходит в подпольном ночном клубе, и «средненьком триллере» «Тайная семёрка» (1940), где он был бывшим вором, который создаёт тайное общество судмедэкспертов, а также в фантастическом хорроре «Прежде, чем меня повесят» (1940) с Борисом Карлоффом в роли приговорённого к смерти учёного, который берётся доказать, что открыл лекарство от старения.
По словам Бергана, кроме того в этот период «Беннетт предстал красивым суровым героем в нескольких грамотных фильмах категории В», включая три фильма, в которых он охотился на нацистских агентов — «Подпольный агент» и «Диверсионный отряд» (оба — 1942), а также «Пленник подводной лодки» (1944). Бернстейн также отметил его главные роли в боевиках о Второй мировой войне «Атлантический конвой» (1942) и «Диверсионный отряд» (1942). Однако наиболее значимыми работами Беннетта в начале 1940-х годов стали одна из главных ролей в военной драме Золтана Корды «Сахара» (1943) с Хамфри Богартом (фильм был удостоен трёх номинаций на Оскар), и комедия военного времени режиссёра Джорджа Стивенса «Чем больше, тем веселее» (1943), которая принесла его создателям один Оскар и пять номинаций на Оскар, в том числе, как лучшему фильму. Кинообозреватель Босли Кроутер из «Нью-Йорк Таймс» высоко оценил игру Беннетта в «Сахаре», написав, что он и Дэн Дьюриа «точно сыграли до мозга костей американских солдат». Однако, по словам Хэннсберри, несмотря на то, что на протяжении нескольких лет «Беннетт работал в безумном съёмочном режиме, тем не менее, совсем немногие его фильмы обратили на себя внимание в коммерческом плане, и в 1944 году его контракт с Columbia был разорван».

### Работа на студии Warner Bros. в 1944-49 годах
В 1944 году Беннетта сразу же взяла к себе студия Warner Bros., которая «пообещала ему звёздный статус, если он сможет показать сильную игру». По словам Бергана, «Беннетт стал играть в более престижных фильмах, исполняя хорошие роли второго плана».
Как написала Хэннсберри, «актёру сразу же выпал джекпот в его первой же роли на студии, в его первом фильме нуар» «Милдред Пирс» (1945). В этой картине Беннетт сыграл Берта Пирса, безработного и недовольного жизнью торговца недвижимостью, который уходит от жены-домохозяйки Милдред (Джоан Кроуфорд), оставляя её с двумя детьми. Несмотря на все сложности, Милдред создаёт успешную ресторанную сеть и выходит замуж за знатного плейбоя (Закари Скотт). Однако тот доводит бизнес Милдред до банкротства и кроме того заводит роман с её старшей дочерью Ведой (Энн Блит), которая в порыве ярости убивает его. Берт пытается взять вину за убийство на себя, но детективы в итоге раскрывают дело и задерживают Веду при попытке бегства, а Берт в конце фильма возвращается к Милдред. Картина получила пять номинаций на Оскар, завоевав один (Кроуфорд). Как написала Хэннсберри, «выдающиеся роли в этом фильме сыграли Кроуфорд, Блит и Скотт», но и «Беннетт смог качественно создать образ разочарованного и подавленного мужа, который оказывается практически раздавленным обстоятельствами, с которыми он не в состоянии совладать». Сразу после выхода фильма несколько критиков высоко оценило его работу, в частности, обозреватель Variety отметил его «сильную» игру, а критик The Hollywood Reporter написал: «Брюс Беннетт чрезвычайно хорош в единственной бесцветной роли, и надо признать, что именно эта бесцветность является той спицей в колесе, которая задаёт ход этой потрясающей драме». Берген подчеркнул, что «Беннетт привнёс в свою роль благородство».
В том же году Беннетт получил роль в своём втором нуаре «Сигнал об опасности» (1945) который рассказывал о нью-йоркском писателе Рональде Мейсоне (Закари Скотт), который после убийства своей молодой домохозяйки сбегает в Лос-Анджелес, где тихо селится в одном из пансионов, который принадлежит сёстрам Фенчёрч, Хильде (Фэй Эмерсон) и Энн (Мона Фриман). Узнав, что Энн унаследует значительный капитал, если выйдет замуж, Рональд начинает проявлять к ней активный интерес. Тогда влюблённая в него Хильда решает его убить, выкрав пробирку с ядом из кабинета своего работодателя, доктора Эндрю Ланга (его играет Беннетт). Однако её опережает муж убитой домохозяйки, который находит Рональда в прибрежном домике и гонится за ним, и во время преследования писатель срывается со скалы и разбивается насмерть. Беннетт сыграл в этом фильме довольно рассеянного учёного, который главным образом любуется Хильдой с расстояния или несвоевременно пытается начать с ней отношения. Лишь только когда он понимает, что Хильда находится в реальной опасности, Ланг по-настоящему оживает. Он мчится на машине на максимальной скорости ей на помощь вместе с коллегой, по пути едва не попадая в катастрофу и умело уходя от инспектора, после чего его попутчица с восхищением отмечает: «Я никогда от тебя такого не ожидала, Эндрю!». Как написала Хэннсберри, несмотря на то, что фильм «получил положительные отклики от некоторых критиков (включая обозревателя из The Independent, который назвал картину „потрясающей драматической историей“)», тем не менее, «это был не самый значимый нуаровый фильм», и «публика с этим не согласилась, в массовом порядке его проигнорировав».
За этим последовали три картины, в которых, по словам Рональда Бергена, Беннетт «скучновато подыгрывал трём „священным монстрам“ студии Warner» — Бетт Дейвис в мелодраме «Украденная жизнь» (1946), Айде Лупино — в мелодраме «Человек, которого я люблю» (1946) и Энн Шеридан — в «недооценённом фильме нуар» «Нора Прентисс» (1947). Последняя картина рассказывала увлекательную историю успешного врача и семьянина из Сан-Франциско Ричарда Тэлбота (Кент Смит), который заводит роман со сладострастной певицей Норой Прентисс (Шеридан). Когда Нора уезжает от него в Нью-Йорк, Ричард имитирует свою смерть и едет вслед за возлюбленной. Однако после некоторых сюжетных поворотов он попадает под суд за убийство «Ричарда Тэлбота». Ричард отказывается сознаться в том, кто он такой, чтобы не опозорить свою семью и честное имя Ричарда Тэлбота, и в результате его приговаривают к смертной казни. В этом захватывающем фильме Беннетт сыграл важную роль партнёра Ричарда, неженатого доктора Джоэла Мерриама, лёгкий и беззаботный образ жизни которого бессознательно разрушает устоявшийся уклад жизни Ричарда и толкает его к опрометчивым поступкам. Позднее, уже после исчезновения Ричарда, Мерриам находит улики, с которыми приходит в полицию, высказывая подозрение, что его партнёр был убит. Как пишет Хэннсберри, «несмотря на хорошую актёрскую игру, необычность истории и отличные кассовые показатели, критика встретила фильм противоречивыми отзывами». Так, Босли Кроутер в «Нью-Йорк Таймс» отверг картину, назвав её «крупным кинопроизводством в его худшем проявлении». С другой стороны, Уильям Уивер в Motion Picture Herald был восхищён фильмом, назвав его «мастерской мелодраматической историей, которая обеспечивает саспенс необычайной напряжённости вплоть до последнего эпизода».
Следующим заметным фильмом Беннетта стал фильм нуар Делмера Дейвса «Чёрная полоса» (1947) с Хамфри Богартом в главной роли сбежавшего из тюрьмы несправедливо осуждённого заключённого Винсента Пэрри, которого спасает от преследования молодая богатая художница Айрин Джансен (Лорен Бэколл). Пэрри делает пластическую операцию, после чего находит истинную убийцу своей жены, её бывшую подругу Мэдж, которая при столкновении с ним в истерическом состоянии случайно выпадает из окна и разбивается. Несмотря на то, что имя Беннетта было указано в титрах третьим, его роль бывшего ухажёра Айрин была небольшой. Однако, как пишет Хэннсберри, он выжал максимум из своей единственной сцены, выдав памятную тираду против Мэдж: «Почему ты не оставишь людей в покое? Ты не успокоишься, пока не растревожишь людей. Если ты донимаешь не свою семью, то это будут твои друзья или даже незнакомые люди, как я!».

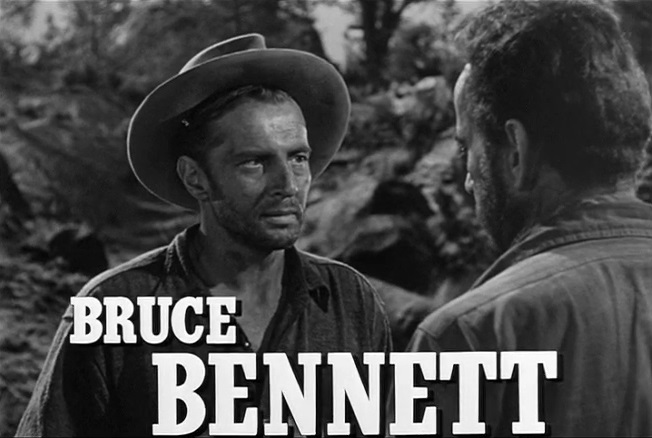
Брюс Беннетт в трейлере фильма «Сокровища Сьерра-Мадре» (1947)

Год спустя Беннетт сыграл «короткую, но эффектную роль в одном из лучших фильмов своей карьеры», приключенческой драме Джона Хьюстона «Сокровища Сьерра-Мадре» (1948). В этой картине, где трое бродяг во главе с «безумно алчным параноидальным Хамфри Богартом» пытаются разбогатеть на золотодобыче в Мексике, Беннетт сыграл «одну из своих самых содержательных ролей в качестве одинокого золотоискателя по имени Коди», который забредает в их лагерь. Коди предлагает свою помощь за долю в будущей прибыли, чем раздражает персонажа Богарта, и вскоре Коди убивают, когда на четвёрку нападают бандиты. Как позднее сказал сам Беннетт, «он хотел побольше сыграть в этом фильме, и очень сожалел, что его убили так быстро». Беннетт был также хорош в роли «фонтанирующего виршами вора» в вестерне Рауля Уолша «Шайенн» (1947) и ещё в одном вестерне Уолша «Серебряная река» (1948), где разбогатевший владелец казино и банкир (Эррол Флинн), влюбившись в местную жительницу (Энн Шеридан), посылает её мужа, обанкротившегося владельца рудника (его играет Беннетт), на смертельно опасное задание.
Далее, как пишет Хэннсберри, «до конца десятилетия Беннетт появился в серии в основном незапоминающихся лент». В частности, он сыграл главную роль подлого владельца клуба в криминальной мелодраме «Умные девушки не болтают» (1948) с Вирджинией Мейо, затем появился в роли доктора в мыльной опере «Доктор и девушка» (1949), действие которой происходит в больнице, и в криминальной комедии «Дом напротив» (1949) в роли гангстера, расследующем преступления, а также «в чрезмерно болтливой драме о Второй мировой войне» «Оперативная группа» (1949) с участием Гэри Купера. Он также сыграл детектива в фильме нуар Уильяма Касла «Поддержка» (1949). Как отмечает Хэннсберри, «к этому моменту Беннетт всё более уставал от невыразительности своих ролей и жаловался прессе, что он „скорее поцелует лошадь“, чем продолжит играть роли романтических героев, которые ему давали». В 1949 году Беннетт сказал: «Я устал от губной помады на моём лице и от работы в душных павильонах с темпераментными актрисами. Я хочу на открытые просторы».

## Карьера в кино и на телевидении в 1950-х годах
С наступлением 1950-х годов кинематографическая судьба Беннетта стала меняться к лучшему. Он «заслужил похвалы за привлекательный образ учёного», сыграв «своего третьего нуарового доктора» в отличном детективе «Загадочная улица» (1950). В этой картине актёр был гарвардским профессором Макэду, который в качестве судебно-медицинского эксперта анализирует скелет жертвы, устанавливая её возраст, рост и цвет волос, а также причину смерти. В конце концов, команда полицейских во главе с лейтенантом Моралесом (Рикардо Монтальбан) по наводкам Макэду выходит на преступника, которым оказывается наследник одной из знатных семей Массачусетса. В целом фильм удостоился положительных отзывов критики, а в отношении Беннетта «Нью-Йорк Таймс» написала, что он «умело сыграл главного медицинского исследователя».
Вышедший в том же году «жестокий боевик» «Вымогательство» (1950) рассказывал историю амбициозного и беспринципного газетного фотографа Джека Ирли (Говард Дафф), который в погоне за сенсационной фотографией предстоящего ограбления вступает в контакт с представителями местной мафии и вскоре гибнет от их рук, перед смертью успевая сделать фото своего убийцы. Здесь Беннетт «сильно сыграл роль второго плана, представ в образе редактора отдела фотографии в газете. Его сдержанное удовлетворение обращающими на себя внимание фотографиями Ирли перекрывается его отвращением по отношению к методам работы этого человека». Как написала Хэннсберри, Беннетт удостоился противоречивых отзывов за свою работу: хотя некоторые критики отметили его «хорошую» игру, Дарр Смит из Los Angeles Daily News написал, что у Беннетта «проявились проблемы с материалом, хотя иногда он и поднимается над ним», а критик «Нью-Йорк Таймс» окрестил игру актёра «неуверенной». Сам фильм однако, получил в основном хорошие отзывы, так, критик Los Angeles Times хвалил его за «чёткую и ясную» постановку, а обозреватель Los Angeles Herald-Examiner отметил, что эта «история представлена хорошо и ответственно».
Желание Беннетта работать на открытой натуре сбылось, когда он «элегантно сидел в седле» в вестерне «Братья Янгеры» (1949), а затем был отдан в аренду студии Paramount на парочку «качественных вестернов» — «Великий рейд по Миссури» (1951) и «Последний пост» (1951). Год спустя он «симпатично смотрелся в редкой для себя комической роли стареющего бейсболиста в забавном семейном фильме» студии MGM «Ангелы на бейсбольном поле» (1952).
Затем Беннетт вернулся на Warner Bros. для съёмок в своём последнем нуаре «Внезапный страх» (1952). В этом захватывающем триллере он сыграл Стива Кирни, адвоката богатой драматургессы из Сан-Франциско Майры Хадсон (Джоан Кроуфорд), которая влюбляется и выходит замуж за молодого актёра Лестера Блейна (Джек Пэланс), Стив пытается защитить интересы своей клиентки, составляя проект её нового завещания, однако Майра требует изменить его, возражая против идеи «привязывать молодого мужа к себе из могилы». Позднее, когда Майра узнаёт о том, что Лестер вместе с любовницей планирует её убить и завладеть её состоянием, она разрабатывает и осуществляет коварный план мести. По словам Хэннсберри, «после выхода на экраны фильм стал коммерческим хитом и получил единодушные хвалебные отзывы критиков». Типичной была рецензия Рут Уотербери из Los Angeles Examiner, которая назвала картину «сокрушительным, обжигающим бьющим как молния произведением. Ни один из фильмов этого года не может сравниться с этой картиной по своему напряжённому саспенсу, потрясающим эмоциям, своей романтической силе и пафосу». И хотя роль крепкого надёжного адвоката была сравнительно небольшой, Беннетт удостоился упоминания в The Hollywood Reporter за свою «хорошую работу» и похвалы со стороны Эдвина Шаллерта в Los Angeles Times, который написал, что Беннетт «коротко просиял в роли крепкого как скала адвоката». Однако затем, как пишет Хэннсберри, «вслед за появлением в разочаровывающей комедии о борьбе полов» «Идеальная жена» (1953) и в «посредственном военном фильме» «Эскадрон Стрекоза» (1953), Беннетт попросил освободить его от контракта с Warners.
После этого Беннетт обратил своё внимание на телевидение, появившись до конца десятилетия в нескольких телесериалах, среди них «Телевизионный театр „Форда“» (1952-54), «Видеотеатр „Люкс“» (1953-57), «Театр научной фантастики» (1955-57), «Театр 90» (1957), «Вест-пойнт» (1957), «Перри Мейсон» (1958-65) и «Ларами» (1960).

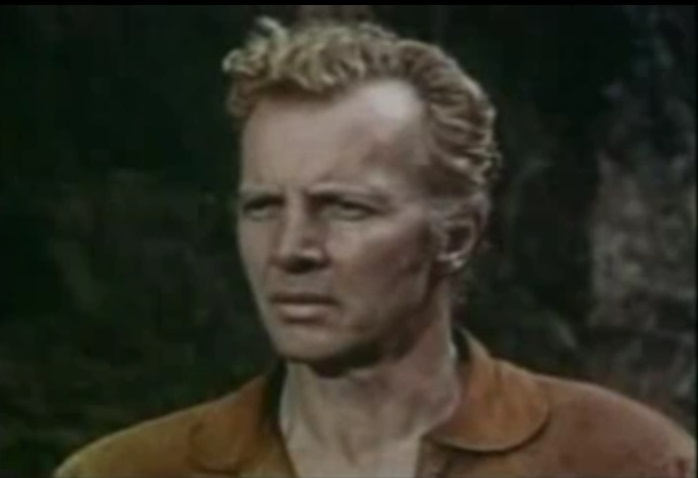
Брюс Беннетт в фильме «Дэниел Бун, первопроходец» (1956)

В 1955 году Беннетт вернулся в кино как фрилансер, сыграв серию ролей в вестернах и военных фильмах, включая вестерн с участием Элвиса Пресли «Люби меня нежно» (1956), действие которого происходит во время Гражданской войны. Другими его вестернами этого периода были «Логово грабителей» (1955), где он сыграл прикованного к креслу-каталке владельца ранчо, «Три преступника» (1956), «Спрятанное оружие» (1956) и «Дэниэл Бун, первопроходец» (1956), в двух последних Беннетт сыграл главные роли, а также наиболее значимый среди них «Трое жестоких людей» (1956) с Чарльтоном Хестоном и Энн Бакстер в главных ролях. Как отмечает Хэннсберри, «существенно отличалась от этих ковбойских фильмов памятная своими захватывающими воздушными съёмками военная драма» «Стратегическое воздушное командование» (1955), которая стала кассовым хитом.
Ближе к концу кинокарьеры, как пишет Берген, Беннетт вернулся «к тому типу историй, в которых он играл ещё под именем Херман Брикс в 1930-е годы». Так, в фантастическом хорроре «Люди-аллигаторы» (1959) он сыграл главную роль врача, который по ходу картины оперирует покрытого чашуйчатой кожей Лона Чейни-младшего, отрезая хвост человеку-рептилии, чтобы надеть на него брюки. В фантастическом триллере «Космический человек» (1959) Беннетт был учёным-астрофизиком, который вступает в контакт с инопланетным существом. Как пишет Хэннсберри, «пониженный к концу десятилетия до ролей в этих низкобюджетных фильмах, Беннетт попытался изменить ход своей карьеры, написав собственный сценарий». В результате получился мрачный боевик «Дьявол острова дури» (1961), где он исполнил главную роль самопровозглашённого безумного барона-диктатора карибского острова, который живёт за счёт контрабанды оружия и марихуаны. Это был его последний фильм более чем на десятилетие.

## Карьера в бизнесе и кино в 1960-70-е годы
После окончания голливудской карьеры в 1960-е годы Брикс работал региональным представителем на Западном побережье одной из крупных торговых компаний Лос-Анджелеса. Позднее он сделал успешную карьеру в сфере недвижимости, работая на одну из фирм Беверли-Хиллс.

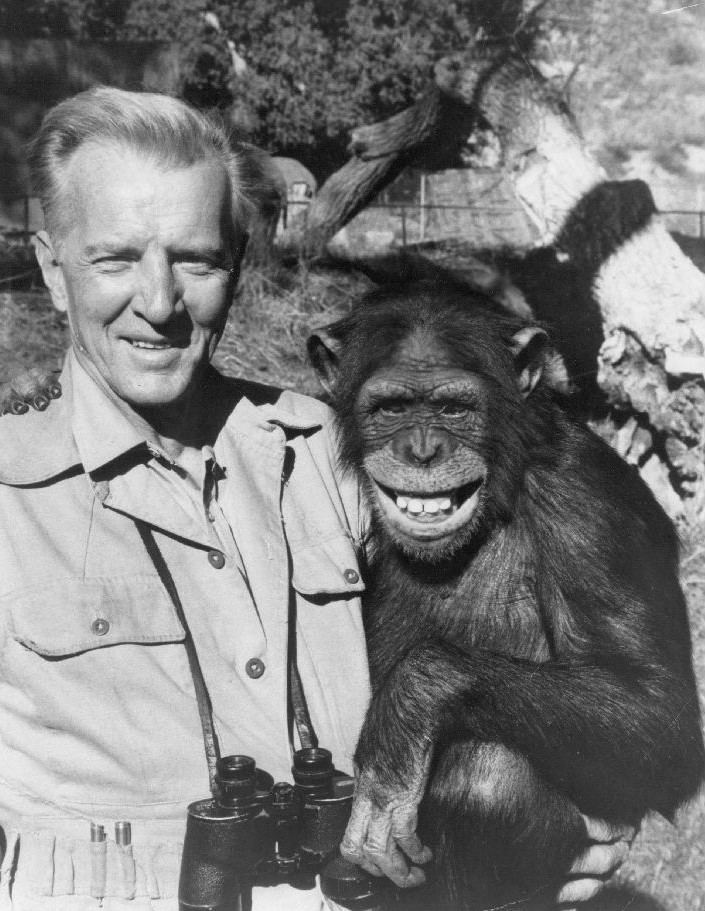
Брюс Беннетт на съёмках телесериала «Дактари» (1968)

На рубеже 1960-70-х годов Беннетт несколько раз появился на телевидении в эпизодах таких сериалов, как «Виргинцы» (1967), «Дактари» (1968) и «Лэсси» (1970-71). В 1972 году Беннетт ненадолго вернулся в кино с небольшой ролью в дорожной комедии «Порожняк» по сценарию Терренса Малика с Аланом Аркиным в главной роли, однако студия Paramount решила не пускать фильм в кинотеатры, и вплоть до сего дня его иногда транслируют по кабельным сетям. Свою последнюю роль Беннетт сыграл в «рутинном фантастическом триллере» «Клоны» (1974), хотя и говорил, что «ещё вернётся, если появится хорошая роль». В середине 1980-х годов Беннетт окончательно ушёл на пенсию.

## Актёрское амплуа и анализ творчества
Брюс Беннетт был высоким, худощавым, атлетически сложенным, элегантным и невозмутимым актёром. После завершения спортивной карьеры в начале 1930-х годов «этот красивый олимпийский медалист» решил сделать карьеру в кино, начав сниматься под именем Херман Брикс. Из-за лёгкой травмы, полученной во время съёмок фильма «Тачдаун» (1931), Брикс потерял роль Тарзана в классическом фильме студии MGM «Тарзан, человек-обезьяна» (1932), уступив её Джонни Вайсмюллеру. Однако несколько лет спустя он всё-таки сыграл в независимом киносериале «Новые приключения Тарзана» (1935), создав образ благородного, цивилизованного и культурного «хозяина джунглей», каким он представал в романах Эдгара Райса Берроуза. Сыграв после этого серию главных ролей в «непримечательных боевиках», в 1939 году Брикс решил резко изменить свой экранный образ и направление карьеры.
Сменив имя на Брюс Беннетт, он подписал контракт с Columbia, где с 1939 по 1943 год «появлялся, казалось, повсюду в ролях разных размеров и всех типов, в диапазоне от короткометражек про Трёх балбесов до таких престижных проектов, как комедия Джорджа Стивенса „Чем больше, тем веселее“ (1942)». Его роли увеличились по размеру и значимости, когда в середине 1940-х годов он перешёл на студию Warner Bros., где он стал играть вторые главные и характерные роли в крупнобюджетных фильмах, а также главные роли в фильмах категории В. Как отмечает Эриксон, «здесь он получал такие отборные роли, как бывший муж Джоан Кроуфорд в „Милдред Пирс“ (1945) и одинокий золотоискатель, которого убивают в середине фильма, в „Сокровищах Сьерра-Мадре“ (1948)», которые, по мнению многих критиков, стали одними из наиболее памятных и ценимых его экранных работ.
В этот период Беннетт «стал известен фильмами с сильными женщинами», сыграв вторые главные роли с такими звёздами, как Джоан Кроуфорд и Лорен Бэколл, а также Бетт Дейвис в «Украденной жизни» (1946), Айда Лупино в «Человеке, которого я люблю» (1946) и Энн Шеридан в «Норе Прентисс» (1947). Кроме того, в 1940-е годы Беннетт трижды играл с Хамфри Богартом — в военной драме «Сахара» (1943), фильме нуар «Чёрная полоса» (1947) и «Сокровища Сьерра-Мадре» (1948), а также с Эрролом Флинном в «Серебряной реке» (1948). На рубеже 1940-50-х годов он стал играть более жёсткие роли, «оставив свой след в таких значимых фильмах нуар», как «Чёрная полоса» (1947), «Загадочная улица» (1950) и «Внезапный страх» (1952).

## Личная жизнь
В 1933 году Беннетт женился на Жаннетт Брэддок. Позднее у пары родилось двое детей — Кристин (1944) и Кристофер (1947). Пара прожила в браке 68 лет вплоть до смерти Жаннетт в 2001 году.

## Последние годы жизни и смерть
После смерти жены в 2001 году Беннетт жил тихо, вдали от голливудских огней, в своём доме в Лос-Анджелесе. 1 января 2001 года 94-летний Беннетт появился на разминке игроков перед финальной игрой студенческого чемпионата по американскому футболу, в котором вновь играла команда Вашингтонского университета. Актёр рассказал игрокам, что и 75 лет спустя хорошо помнит ту игру, которая стала одним из самых значимых моментов всей его жизни. Увлекаясь парашютным спортом, Беннетт в 96-летнем возрасте спрыгнул с парашютом с высоты 10 тысяч футов над озером Тахо в Калифорнии.
Брюс Беннет умер 24 февраля 2007 года в возрасте 100 лет от осложнений после перелома бедра в университетском медицинском центре Санта-Моники. У него остался сын Кристофер и дочь Кристин Катич, трое внуков и двое правнуков. В 2002 году Майк Чепман выпустил его биографию под названием «Пожалуйста, не зовите меня Тарзан».

## Фильмография

### Как Херман Брикс
- 1931 — Тачдаун / Touchdown! — игрок футбольной команды (в титрах не указан)
- 1932 — Ножки на миллион долларов / Million Dollar Legs — спортсмен из Клопстокии (в титрах не указан)
- 1932 — Мэдисон-сквер-гарден / Madison Sq. Garden — борец (в титрах не указан)
- 1932 — Безумное кино / Movie Crazy — гость на ужине (в титрах не указан)
- 1933 — Студенческий юмор / College Humor — студент (в титрах не указан)
- 1933 — Знакомьтесь с бароном / Meet the Baron — пассажир в поезде (в титрах не указан)
- 1934 — Нельзя купить всё / You Can’t Buy Everything — банковский клерк (в титрах не указан)
- 1934 — Быстрина / Riptide — человек в баре в Каннах (в титрах не указан)
- 1934 — Остров сокровищ / Treasure Island — человек в таверне (в титрах не указан)
- 1934 — Смерть на бриллианте / Death on the Diamond — человек в очереди за билетами (в титрах не указан)
- 1934 — Студенческая поездка / Student Tour — Геркулес (в титрах не указан)
- 1935 — Новые приключения Тарзана / The New Adventures of Tarzan — Тарзан (киносериал)
- 1936 — Тень Китайского квартала / Shadow of Chinatown — Мартин Эндрюс (киносериал)
- 1936 — Две минуты игры / Two Minutes to Play — Мартин Грэнвилл
- 1936 — Шелка и сёдла / Silks and Saddles — Джимми Шэй
- 1937 — Миллион к одному / A Million to One — Джонни Кент
- 1937 — Летающие кулаки / Flying Fists — Хэл «Чоппер» Донован, также Хэл Смит
- 1937 — Рэкет на миллион долларов / Million Dollar Racket — Лоренс «Ларри» Дуэйн
- 1937 — Воздушный рэкет / Sky Racket — Эрик Лэйн, агент 17
- 1937 — Опасный патруль / Danger Patrol — Джо
- 1937 — Преступник-любитель / Amateur Crook — Джимми Бэкстер
- 1938 — Одинокий рейнджер / The Lone Ranger — Берт Роджерс
- 1938 — Земля сражающихся мужчин / Land of Fighting Men — Фред Митчелл
- 1937 — Блэйк из Скотланд-Ярда / Blake of Scotland Yard (киносериал, 2 эпизода)
- 1938 — Сражающиеся морпехи / The Fighting Devil Dogs — лейтенант Фрэнк Корби (киносериал)
- 1938 — Ястреб пустыни / Hawk of the Wilderness — Линкольн Рэнд-мл. / Киога (киносериал)
- 1938 — Сорвиголовы Красного круга / Daredevils of the Red Circle — Тайни Доусон
- 1938 — Тарзан и Зелёная богиня / Tarzan and the Green Goddess — Тарзан

### Как Брюс Беннетт
- 1939 — Мой сын виновен / My Son Is Guilty — Лефти
- 1939 — Пять маленьких Пепперов и как они росли / Five Little Peppers and How They Grew — Том, шофёр короля (в титрах не указан)
- 1939 — Блондинка заботится о ребёнке / Blondie Brings Up Baby — шофёр Мейсона (в титрах не указан)
- 1939 — Невидимые полосы / Invisible Stripes — богач (в титрах не указан)
- 1940 — Девушка из кафе / Cafe Hostess — Бадж
- 1940 — Противник / The Heckler — Оле Маргарине (короткометражка)
- 1940 — Шесть ослепительных стрелков / Blazing Six Shooters — геолог Уинтроп
- 1940 — Побег к славе / Escape to Glory — офицер корабельной артиллерии
- 1940 — Одинокий волк встречает леди / The Lone Wolf Meets a Lady — Макманус
- 1940 — Укрощение поводка / The Taming of the Snood — детектив (короткометражка)
- 1940 — Девушки на дороге / Girls of the Road — офицер Салливан
- 1940 — Секретная семёрка / The Secret Seven — Пэт Норрис
- 1940 — Прежде, чем меня повесят / Before I Hang — доктор Пол Эймс
- 1940 — Привидение заговорило / The Spook Speaks — бывший помощник Мордини (короткометражка)
- 1940 — К западу от Эбилин / West of Abilene — Фрэнк Гарфилд
- 1940 — Одинокий волк соблюдает дату / The Lone Wolf Keeps a Date — Скотти
- 1940 — Фантомная подводная лодка / The Phantom Submarine — Пол Синклер
- 1940 — Его страх перед невестами / His Bridal Fright — тюремный охранник (короткометражка, в титрах не указан)
- 1940 — Осужденные женщины / Convicted Woman — репортёр (в титрах не указан)
- 1940 — Пятеро маленьких Пепперов дома / Five Little Peppers at Home — Джим, шофёр короля (в титрах не указан)
- 1940 — Вперед, Сильвер / Hi-Yo Silver — Берт Роджерс
- 1940 — Человек с девятью жизнями / The Man with Nine Lives — патрульный
- 1940 — Человек из Тамблвидс / The Man from Tumbleweeds — тюремный охранник (в титрах не указан)
- 1940 — Остров обречённых / Island of Doomed Men — Хэйзен, страж (в титрах не указан)
- 1940 — Придурки в лесу / Boobs in the Woods — охранник в парке (короткометражка, в титрах не указан)
- 1940 — Дети на продажу / Babies for Sale — полицейский (в титрах не указан)
- 1940 — Насколько высоко верх? / How High Is Up? — работник у Лики Ланчпэйл (короткометражка, в титрах не указан)
- 1940 — Гламур на продажу / Glamour for Sale (в титрах не указан)
- 1940 — Так ты не будешь говорить / So You Won’t Talk — репортёр (в титрах не указан)
- 1940 — Ни переписи, ни чувств / No Census, No Feeling — футболист #20 (короткометражка, в титрах не указан)
- 1940 — Прощайте, мистер Чампс / So Long Mr. Chumps — тюремный охранник / водитель грузовика (короткометражка, в титрах не указан)
- 1941 — Два латиноамериканца на Манхэттане / Two Latins from Manhattan — американец
- 1941 — Гонолулу Лу / Honolulu Lu — Скелли
- 1941 — Преданный, но тупой / Dutiful But Dumb — солдат в генеральском штабе (короткометражка, в титрах не указан)
- 1941 — Три девушки в городе / Three Girls About Town — репортёр (в титрах не указан)
- 1942 — Бродяга, бродяга, бродяга / Tramp, Tramp, Tramp — Томми Лайдел
- 1942 — Рейд подводной лодки / Submarine Raider — первый офицер Расселл
- 1942 — Атлантический конвой / Atlantic Convoy — капитан Морган
- 1942 — Диверсионный отряд / Sabotage Squad — лейтенант Джон Кронин
- 1942 — Подпольный агент / Underground Agent — Ли Грэм
- 1943 — Чем больше, тем веселее / The More the Merrier — агент ФБР Эванс
- 1943 — Убийство на Таймс-сквер / Murder in Times Square — Супай Джордж
- 1943 — Сахара / Sahara — Вако Хойт
- 1943 — Кое-что о солдате / There’s Something about a Soldier — Фрэнк Моллой
- 1943 — Ярость на границе / Frontier Fury — Клем Хоукинс (в титрах не указан)
- 1944 — Пленник подводной лодки / U-Boat Prisoner — Арчи Гиббс
- 1944 — Я из Арканзаса / I’m from Arkansas — Боб Хэмлайн
- 1945 — Милдред Пирс / Mildred Pierce — Берт Пирс
- 1945 — Сигнал об опасности / Danger Signal — доктор Эндрю Лэнг
- 1946 — Украденная жизнь / A Stolen Life — Джек Р. Тэлбот
- 1946 — Человек, которого я люблю / The Man I Love — Сэн Томас
- 1947 — Нора Прентисс / Nora Prentiss — доктор Джоэл Мерриам
- 1947 — Шайенн / Cheyenne — Эд Лэндерс
- 1947 — Чёрная полоса / Dark Passage — Боб
- 1947 — Сокровища Сьерра-Мадре / The Treasure of the Sierra Madre — Коди
- 1948 — К победителю / To the Victor — Хендерсон
- 1948 — Серебряная река / Silver River — Стэнли Мур
- 1948 — Умные девушки не болтают / Smart Girls Don’t Talk — Марти Фэйн
- 1949 — Братья Янгер / The Younger Brothers — Джим Янгер
- 1949 — Спецотряд / Task Force — Маккласки
- 1949 — Дом напротив / The House Across the Street — Мэтью Джэй Кивер
- 1949 — Доктор и девушка / The Doctor and the Girl — доктор Альфред Нортон
- 1949 — Без чести / Without Honor — Фред Бэндл
- 1949 — Поддержка / Undertow — детектив Чарльз Реклинг
- 1950 — Загадочная улица / Mystery Street — доктор Макэду
- 1950 — Вымогательство / Shakedown — Дэвид Гловер
- 1950 — Второе лицо / The Second Face — Пол Кёртис
- 1951 — Последний форпост / The Last Outpost — полковник Джеб Бриттон
- 1951 — Великий рейд по Миссури / The Great Missouri Raid — Коул Янгер / Стив Брилл
- 1951 — Ангелы на бейсбольном поле / Angels in the Outfield — Сол Хеллман
- 1952 — Внезапный страх / Sudden Fear — Стив Кирни
- 1952 — Домашняя вечеринка / House Party (телесериал, 1 эпизод)
- 1952-54 — Телевизионный театр «Форда» / The Ford Television Theatre (телесериал, 2 эпизода)
- 1953 — Идеальная жена / Dream Wife — Чарли Элквуд
- 1953-54 — Театр у камина / Fireside Theatre (телесериал, 2 эпизода)
- 1953-57 — Видеотеатр «Люкс» / Lux Video Theatre (телесериал, 3 эпизода)
- 1953 — Письмо к Лоретте / Letter to Loretta (телесериал, 1 эпизод)
- 1954 — Эскадрон Стрекоза / Dragonfly Squadron — доктор Стивен Коттрелл
- 1954 — Кавалькада Америки / Cavalcade of America (телесериал, 1 эпизод)
- 1954 — Театр звезд «Шлитц» / Schlitz Playhouse of Stars (телесериал, 1 эпизод)
- 1954 — Истории века / Stories of the Century (телесериал, 1 эпизод)
- 1955 — Большая наводка / The Big Tip Off — Боб Гилмор
- 1955 — Стратегическое воздушное командование / Strategic Air Command — генерал Эспи
- 1955 — Логово грабителей / Robbers' Roost — «Бык» Херрик
- 1955-57 — Театр научной фантастики / Science Fiction Theatre (телесериал, 5 эпизодов)
- 1955 — Театр Дэймона Раниона / Damon Runyon Theatre (телесериал, 1 эпизод)
- 1955 — Театр «Пепси-колы» / The Pepsi-Cola Playhouse (телесериал, 1 эпизод)
- 1956 — Спрятанное оружие / Hidden Guns — Стрэгг
- 1956 — Дно бутылки / The Bottom of the Bottle — Брэнд
- 1956 — Три преступника / The Three Outlaws — Чарли Трентон
- 1956 — Дэниел Бун, первопроходец / Daniel Boone, Trail Blazer — Дэниел Бун
- 1956 — Люби меня нежно / Love Me Tender — майор Кинкейд
- 1956 — Три жестоких человека / Three Violent People — комиссар Харрисон
- 1956 — Перекрёсток / Crossroads (телесериал, 1 эпизод)
- 1957 — Театр 90 / Playhouse 90 (телесериал, 1 эпизод)
- 1957-59 — Вертолёты / Whirlybirds (телесериал, 2 эпизода)
- 1957 — Вест-Пойнт / West Point (телесериал, 1 эпизод)
- 1958 — Пылающая граница / Flaming Frontier — капитан Джим Хьюсон
- 1958 — Космический человек / The Cosmic Man — доктор Карл Соренсон
- 1958 — Истории Уэллс-Фарго / Tales of Wells Fargo (телесериал, 1 эпизод)
- 1958 — Паника! / Panic! (телесериал, 1 эпизод)
- 1958-65 — Перри Мейсон / Perry Mason (телесериал, 5 эпизодов)
- 1958 — Сансет-Стрип, 77 / 77 Sunset Strip (телесериал, 1 эпизод)
- 1958 — Спасатели 8 / Rescue 8 (телесериал, 1 эпизод)
- 1958 — Техасец / The Texan (телесериал, 1 эпизод)
- 1959 — Люди-аллигаторы / The Alligator People — доктор Эрик Лоример
- 1960 — Ларами / Laramie (телесериал, 1 эпизод)
- 1961 — Аутсайдер / The Outsider — генерал Бриджес
- 1961 — Демон острова дури / The Fiend of Dope Island — Чарли Дэвис
- 1961 — Дело опасного Робина / The Case of the Dangerous Robin (телесериал, 1 эпизод)
- 1965 — Клеймённый / Branded (телесериал, 1 эпизод)
- 1965 — Театр саспенса «Крафт» / Kraft Suspense Theatre (телесериал, 1 эпизод)
- 1967 — Виргинцы / The Virginian (телесериал, 1 эпизод)
- 1968 — Дактари / Daktari (телесериал, 2 эпизода)
- 1970-71 — Лэсси / Lassie (телесериал, 4 эпизода)
- 1970 — Спасение Лэсси / Lassie: Well of Love (телефильм)
- 1971 — О’Хара, казначейство США / O’Hara, U.S. Treasury (телесериал, 1 эпизод)
- 1973 — Порожняк / Deadhead Miles — Джонни Маскитеро
- 1973 — Клоны / The Clones — сотрудник лаборатории клонирования
- 1980 — Освободите доктора / Laat de dokter maar schuiven — Джон Ванденберк